# Amt Pfalzel

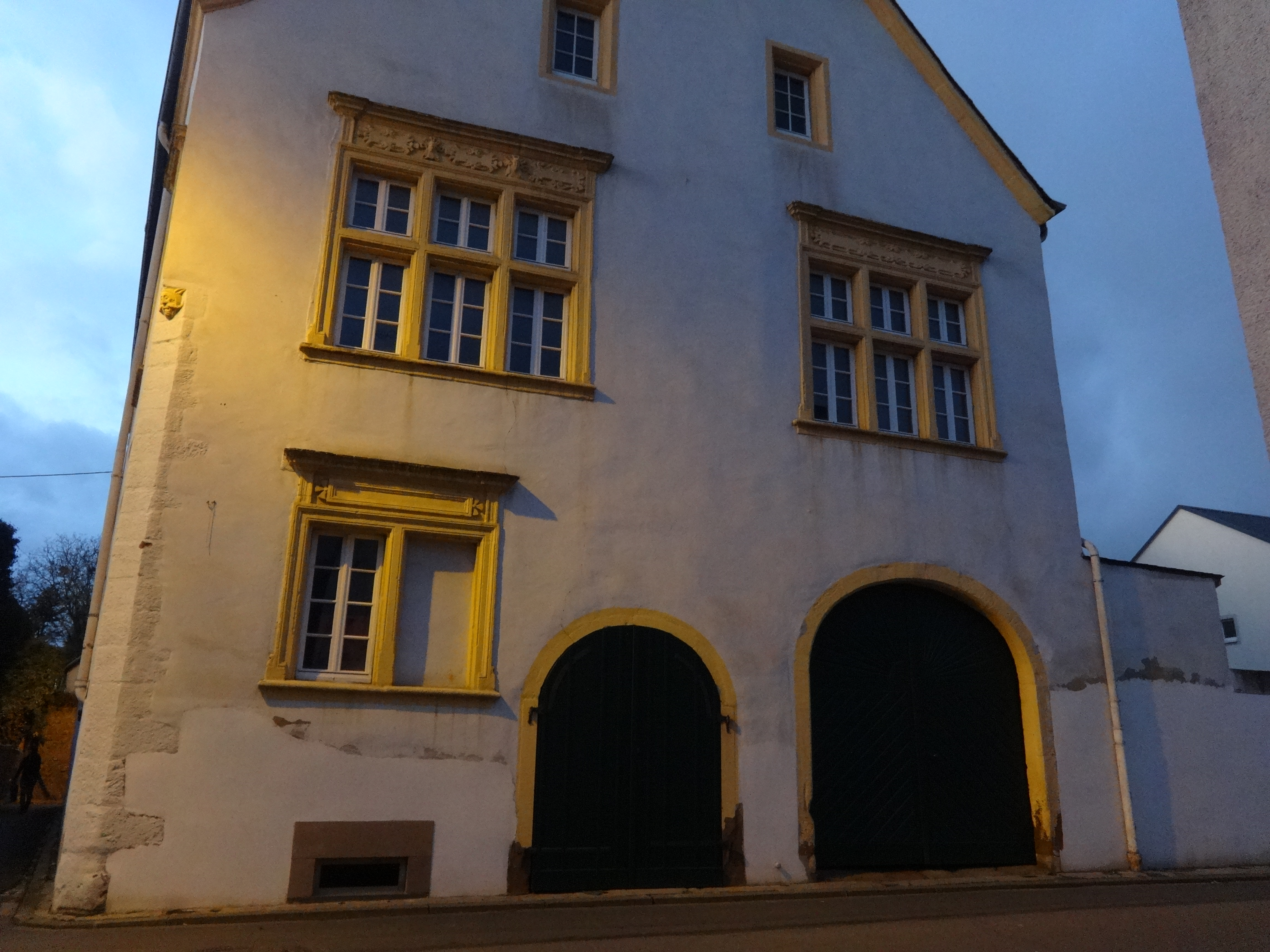
Kurtrierisches Amtshaus, heute ein Kulturdenkmal in Trier-Pfalzel

Das Amt Pfalzel mit Sitz in Pfalzel, das seit 1346 Stadtrecht hatte, umfasste in kurtrierischer Zeit 54 Ortschaften rund um Trier.
Benachbarte Ämter waren der Amtsbezirk Trier, das Amt St. Paulin, das Amt Maximin und das Amt Grimburg.
Das Amt Pfalzel war in Gerichtspflegen unterteilt.
1684 hatte das Amt fünf Pflegen:
die Obermeierei Pfalzel, die Schultheißerei Schweich, die Heerschau Leiwen, das Hochgericht Waldrach und die Schultheißerei Konz.
Pfalzel ist heute ein Stadtteil von Trier.

## Zugehörige Orte
| - St. Barbara - Becond (heutiger Name: Bekond) - Biwer (heutiger Name: Biewer) - Bonert (heutiger Name: Bonerath) - Casell (heutiger Name: Kasel) - Clüsserath (heutiger Name: Klüsserath) - Conz (heutiger Name: Konz) - Cordell (heutiger Name: Kordel) - Corlingen (heutiger Name: Korlingen) - Ehrang - Eiselsbach (heutiger Name: Eitelsbach) - Ensch - Euren - Farsweiler (heutiger Name: Farschweiler) - Feyen - Filsch - Föhr (heutiger Name: Föhren) - Fusenich - Grünhaus (Hof) - Gutweiler - Heidenburg - Heilig Kreuz (heutiger Name: Heiligkreuz) - Hetzerath - Hinzenrath (heute Hinzenburg) - Hockweiler - Hof in der Fels - Irsch | - Köwerich - Leiwen - Löwenbrücken - Longen - Mariener Mühle - Matheisdorf - Medart (heutiger Name: Medard) - Mering (heutiger Name: Mehring) - Merzelich (heute Konz-Karthaus) - Morscheid - Naurath - Oberkerig (heutiger Name: Oberkirch) - Osburg - Pallien, mit Höfen - Pallien, Pfalzeler Seits - Pfalzel (Stadt) - Riveres (heutiger Name: Riveris) - Schleich - Schöndorf - Schweich - Siechhof zu St. Jost - Thoernich - Thom (heutiger Name: Thomm) - Trittenheim - Waltrach (heutiger Name: Waldrach) - Weinlay (Mühle) - Zewen |